# Веретенька
Веретенька — река в России, протекает в Порховском районе Псковской области. Устье реки находится в 15 км по правому берегу реки Уза в километре к северо-западу от Симоново. Длина реки составляет 22 км, площадь водосборного бассейна 91,3 км².
Основные притоки: Каменка (левый) и Туриченка (правый).
По берегам реки стоят деревни Туготинской волости: Лужок, Веретени и Туготино. Ниже недалеко от реки стоят деревни Сосонье, Турицы и Симоново.

## Данные водного реестра
По данным государственного водного реестра России относится к Балтийскому бассейновому округу, водохозяйственный участок реки — Шелонь, речной подбассейн реки — Волхов. Относится к речному бассейну реки Нева (включая бассейны рек Онежского и Ладожского озера).
Код объекта в государственном водном реестре — 01040200412102000024625.